# Juha Lallukka
Juha Lallukka (ur. 27 października 1979 w Kouvola) – fiński biegacz narciarski, zawodnik klubu Kouvolan Hiihtoseura.

## Kariera
Pierwszy raz na arenie międzynarodowej Juha Lallukka pojawił się 17 lutego 2001 roku podczas zawodów Pucharu Kontynentalnego w Mäntyharju, gdzie był trzeci w bieg na 10 km techniką dowolną. Nigdy nie startował na mistrzostwach świata juniorów. W Pucharze Świata zadebiutował 2 marca 2002 roku w Lahti, zajmując 46. miejsce w biegu na 15 km stylem dowolnym. Pierwsze pucharowe punkty wywalczył nieco ponad dwa lata później - 14 marca 2004 roku w Pragelato, gdzie na dystansie 30 km stylem dowolnym zajął 26. miejsce. Nigdy nie stał na podium zawodów PŚ, ale 22 marca 2009 roku był trzeci w ostatnim etapie Finału Pucharu Świata w Falun. W biegu tym wyprzedzili go jedynie Rosjanin Siergiej Szyriajew oraz Francuz Vincent Vittoz. W klasyfikacji generalnej najlepiej wypadł w sezonie 2004/2005, który ukończył na 57. pozycji. W 2005 roku wystartował w biegu na 15 km stylem dowolnym podczas mistrzostw świata w Oberstdorfie, kończąc rywalizację na 32. miejsce. Najlepsze wyniki na imprezach tego cyklu osiągnął na rozgrywanych w 2011 roku mistrzostwach świata w Oslo, gdzie był ósmy na dystansie 50 km techniką dowolną, a wspólnie z kolegami z reprezentacji zajął czwarte miejsce w sztafecie. Brał także udział w igrzyskach olimpijskich w Vancouver w 2010 roku, gdzie w biegu na 15 km stylem klasycznym zajął 34. miejsce.
Podczas kontroli antydopingowej w listopadzie 2011 roku próbka krwi Fina wykazała stosowanie niedozwolonych środków. 16 listopada opublikowano wyniki badania próbki B, która potwierdziła stosowanie hormonu wzrostu. Lallukka zaprzeczył, że stosował doping, został jednak zawieszony.

## Osiągnięcia

### Igrzyska olimpijskie
| Miejsce | Dzień     | Rok  | Miejscowość | Konkurencja           | Czas biegu  | Strata      | Zwycięzca     |
| ------- | --------- | ---- | ----------- | --------------------- | ----------- | ----------- | ------------- |
| 34.     | 15 lutego | 2010 | Vancouver   | 15 km stylem dowolnym | 33:36,3 min | +1:52,5 min | Dario Cologna |

### Mistrzostwa świata
| Miejsce | Dzień     | Rok  | Miejscowość | Konkurencja           | Czas biegu  | Strata      | Zwycięzca             |
| ------- | --------- | ---- | ----------- | --------------------- | ----------- | ----------- | --------------------- |
| 32.     | 17 lutego | 2005 | Oberstdorf  | 15 km stylem dowolnym | 34:49,7 min | +1:43,2 min | Pietro Piller Cottrer |
| 11.     | 28 lutego | 2007 | Sapporo     | 15 km stylem dowolnym | 35:50,0 min | +1:29,9 min | Lars Berger           |
| 6.      | 2 marca   | 2007 | Sapporo     | Sztafeta 4x10 km      | 1:30:49,2 h | +2:06,3 min | Norwegia              |
| 15.     | 1 marca   | 2009 | Liberec     | 50 km stylem dowolnym | 1:59:38,1 h | +13,8 s     | Petter Northug        |
| 4.      | 4 marca   | 2011 | Oslo        | Sztafeta 4x10km       | 1:40:10,2 h | +15,0 s     | Norwegia              |
| 8.      | 6 marca   | 2011 | Oslo        | 50 km stylem dowolnym | 2:08:09,0 h | +10,4 s     | Petter Northug        |

### Puchar Świata

#### Miejsca w klasyfikacji generalnej
- sezon 2003/2004: 143.
- sezon 2004/2005: 57.
- sezon 2006/2007: 117.
- sezon 2007/2008: 123.
- sezon 2008/2009: 74.
- sezon 2010/2011: 97.

#### Miejsca na podium
Lallukka nie stał na podium zawodów PŚ.

#### Miejsca na podium w etapach zawodów Pucharu Świata
| Nr | Dzień    | Rok  | Miejscowość | Zawody               | Konkurencja           | Czas biegu  | Miejsce | Strata | Zwycięzca          |
| -- | -------- | ---- | ----------- | -------------------- | --------------------- | ----------- | ------- | ------ | ------------------ |
| 1. | 22 marca | 2009 | Falun       | Finał Pucharu Świata | 15 km stylem dowolnym | 35:23,0 min | 3.      | +9,2 s | Siergiej Szyriajew |